# Belatucadros
Belatucadros ou Belatucadrus, était une divinité vénérée dans le nord de la Grande-Bretagne celtique, en particulier dans les comtés du Cumberland et du Westmorland. À l'époque romaine, il était identifié à Mars et semble avoir été vénéré par des soldats romains de rang inférieur ainsi que par des Britanniques. Sur cinq inscriptions son nom est Mars Belatucadrus. Le nom est fréquemment traduit par «Juste brillant» ou «Tueur juste». Son nom n'apparaît jamais avec une épouse et il n'y a pas de représentation certaine de lui.
Ross suggère que son nom, comme celui d'un dieu local semblable, Cocidius, peuvent être des épithètes pour un type commun général de dieu celtique à cornes. Une tête à cornes a été trouvée près du sanctuaire de Belatucadros à Netherby, Cumbria mais ne peut pas être identifiée de manière sûre avec le dieu.

## Inscriptions et autels
Belatucadros est connu par le biais d'environ 28 inscriptions trouvées dans le voisinage du Mur d'Hadrien. Dédicaces à Balatocadrus, Balatucadrus, Balaticaurus, Balatucairus, Baliticaurus, Belatucairus, Belatugagus, Belleticaurus, Blatucadrus et Blatucairus sont généralement acceptées comme des variantes de la plus commune de ces formes; Belatucadrus. Les autels qui lui sont dédiés sont généralement petits, simples et évidents, ce qui laisse supposer que ce dieu était principalement vénéré par des gens de bas statut social.

### Pages connexes
- Religion celtique

## Sources and further reading
- Coulston, Jon C. & Phillips, E.J. (1988). Corpus Signorum Imperii Romani, Great Britain, Volume I, Fascicule 6. Hadrian's Wall West of the North Tyne, and Carlisle (p. 55). New York and Oxford: Oxford University Press.  (ISBN 0-19-726058-6).
- Fairless, K.J. (1984). "Three religious cults from the northern frontier region" (p. 225–228). In R. Miket and C. Burgess (eds.), Between and Beyond the Wall. Essays on the Prehistory and History of North Britain in Honour of George Jobey (p. 224–242). Edinburgh: John Donald Publishers.  (ISBN 0-85976-087-1).
- Green, Miranda J. (1992). Dictionary of Celtic Myth and Legend (p. 42). London: Thames and Hudson.  (ISBN 0-500-01516-3).
- MacCulloch, J. A. (1911). The religion of the ancient Celts. New York: Dover Publications.  (ISBN 0-486-42765-X)
- Ross, Anne (1967). Pagan Celtic Britain. Routledge & Kegan Paul.  (ISBN 0-902357-03-4).

Modèle:Celtic mythology (ancient)